# My Happy Ending
"My Happy Ending" är en låt framförd av Avril Lavigne, utgiven som den andra singeln från hennes andra studioalbum Under My Skin den 7 juli 2004. Låten skrevs av Lavigne och Butch Walker. Den låg ett tag på topp fem på den brittiska hitlistan och som bäst på plats nio på den amerikanska.

## Priser
- 2004: Bästa video vid Imperio Music Awards
- 2005: Popmusikpris vid Socan Awards och Fan Choise Award vid Canadian Radio Music Awards.